# Ibán Espadas
Ibán Espadas Zubizarreta (Tolosa, Guipúzcoa, 4 de agosto de 1978) es un exfutbolista español profesional. Jugó como delantero en Primera División y en distintas categorías de fútbol español. Se retiró en 2014, en las filas del Arroyo CP.

## Trayectoria
Destacó en las categorías inferiores del Athletic Club desde muy joven. El 27 de noviembre de 1996, con 18 años, debutó con el Athletic Club en un partido de Copa ante el Zalla.
En busca de oportunidades, en la temporada 1998/99 recala en el FC Cartagena, mientras que la 2000/2001 la pasaría entre la Cultural y Deportiva Leonesa y el RC Recreativo y, en verano de 2001, ficha por el Real Zaragoza, para incorporarse a su filial. En la 2002/2003 sube al primer equipo, disputando 18 partidos y marcando 4 goles. Los aragoneses suben a Primera División, pero a la máxima categoría, la participación del vasco cayó a sólo siete encuentros, la mayoría de suplente y se marcha cedido al Cádiz CF, que estaba en Segunda División.
Terminaría la temporada 2003/2004 en el Cádiz CF, de Segunda División. Para la campaña siguiente, marcha al Almería CF. En el equipo andaluz cuaja una buena temporada: 37 partidos y 5 goles. Vuelve a la Región para jugar en el CF Ciudad de Murcia de Quique Pina una temporada y media, donde no brilla especialmente y se marcha.
Entre 2007 y 2009 milita en el Orihuela CF. En verano de 2009 recala en Pontevedra CF. Tras volver al Orihuela CF, sus 14 goles en la última temporada en el conjunto escorpión bien podrían haberle costado la renovación, pero el conjunto oriolano se vio descendido en los juzgados e Iban Epadas marchó al Arroyo CP.
Se retiró en 2014 por una grave lesión en el Arroyo CP.

## Selección nacional
Fue internacional en las categorías inferiores (de la sub-15 a la sub-18) de la selección española. Acudió a la Eurocopa sub-16 en 1995 y, poco después, fue convocado para el Mundial sub-17 de 1995, donde fue titular.

## Clubes
| Club                         | País   | Año       |
| ---------------------------- | ------ | --------- |
| Bilbao Athletic              | España | 1996-1998 |
| FC Cartagena                 | España | 1998-2000 |
| Recreativo de Huelva         | España | 2000-2002 |
| Cultural y Deportiva Leonesa | España | 2001      |
| RZ Deportivo Aragón          | España | 2002      |
| Real Zaragoza                | España | 2002-2004 |
| Cádiz CF                     | España | 2004      |
| UD Almería                   | España | 2004-2005 |
| Ciudad de Murcia             | España | 2005-2007 |
| Orihuela CF                  | España | 2007-2009 |
| Pontevedra CF                | España | 2009-2011 |
| Orihuela CF                  | España | 2011-2012 |
| Arroyo CP                    | España | 2012-2014 |